# 烏灰鷺
烏灰鷺（Ardea sumatrana），又名大嘴鷺，是東南亞至巴布亞新幾內亞及澳洲的涉禽。

## 特徵
烏灰鷺的體型很大，高1.15米。牠們比草鷺大及深色，但外觀相近。牠們的羽毛主要呈深灰色。

## 棲息及行為
烏灰鷺棲息在海岸地區，如島嶼、珊瑚礁、紅樹林及河流，有時也會在淺水池出沒。牠們會在淺水地方覓食，以尖長的喙來捕漁。牠們會站著不動等待獵物。
烏灰鷺飛得很慢，飛行時頸向後縮。

## 保育狀況
烏灰鷺廣泛分佈在其棲息地，故世界自然保護聯盟將牠們列為無危。

## 外部連結
- BirdLife Species Factsheet （页面存档备份，存于）